# Severozápadní federální okruh
Severozápadní federální okruh Ruské federace (rusky Северо-Западный федеральный округ Российской Федерации) je jedním z 8 federálních okruhů Ruska. Zaujímá severní část evropského Ruska. Sídlem správy je Petrohrad.

## Obecné údaje
Okruh zabírá 9,8 % plochy Ruska a je to nejrozlehlejší federální okruh jeho evropské části. Obyvatelstvo je soustředěno do okolí velkých měst a venkov je osídlen velmi řídce. Podíl městského obyvatelstva činí 83,5 %.

## Podřízené subjekty
- Republiky: Karélie, Komi
- Oblasti: Archangelská, Kaliningradská, Leningradská, Murmanská, Novgorodská, Pskovská, Vologdská
- Autonomní okruh: Něnecký autonomní okruh
- Federální město: Sankt-Petěrburg

## Národnostní složení
Národnostní složení obyvatelstva podle posledních dvou sčítání lidu.
| Národnost                                       | Počet v r. 2002 | podíl   | Počet v r. 2010 | podíl   |
| ----------------------------------------------- | --------------- | ------- | --------------- | ------- |
| Rusové                                          | 12 002 788      | 85,89 % | 11 311 310      | 83,07 % |
| Ukrajinci                                       | 377 456         | 2,70 %  | 253 252         | 1,86 %  |
| Komi                                            | 267 607         | 1,91 %  | 208 580         | 1,53 %  |
| Bělorusové                                      | 235 038         | 1,69 %  | 151 015         | 1,11 %  |
| Tataři                                          | 84 685          | 0,61 %  | 62 822          | 0,46 %  |
| Karelové                                        | 73 611          | 0,53 %  | 46 946          | 0,34 %  |
| Arméni                                          | 46 271          | 0,33 %  | 38 648          | 0,28 %  |
| Ázerbájdžánci                                   | 44 452          | 0,32 %  | 34 272          | 0,25 %  |
| Židé                                            | 43 836          | 0,31 %  | 24 132          | 0,18 %  |
| Němci                                           | 30 030          | 0,21 %  | 12 790          | 0,09 %  |
| Finové                                          | 27 947          | 0,20 %  | 15 502          | 0,11 %  |
| Čuvaši                                          | 26 608          | 0,19 %  | 5 077           | 0,04 %  |
| Litevci                                         | 21 027          | 0,15 %  | 9 769           | 0,07 %  |
| Cikáni                                          | 18 790          | 0,13 %  | 10 714          | 0,08 %  |
| Poláci                                          | 17 684          | 0,13 %  | 2 788           | 0,02 %  |
| Uzbekové                                        |                 |         | 29 307          | 0,22 %  |
| Tádžikové                                       |                 |         | 15 049          | 0,11 %  |
| Moldavané                                       |                 |         | 9 898           | 0,07 %  |
| Něnci                                           |                 |         | 8 523           | 0,06 %  |
| Gruzíni                                         |                 |         | 8 274           | 0,06 %  |
| Vepsové                                         |                 |         | 5 215           | 0,04 %  |
| Kazaši                                          |                 |         | 3 349           | 0,02 %  |
| Mordvinci                                       |                 |         | 1 625           | 0,01 %  |
| Saamové                                         |                 |         | 1 599           | 0,01 %  |
| osoby, které se nepřihlásily k žádné národnosti | 453 193         | 3,24 %  | 1 115 384       | 8,19 %  |
| ostatní národnosti výše neuvedené               |                 |         | 230 217         | 1,69 %  |